# 모닝구 형사 다이테 HOLD ON ME!
모닝구 형사 다이테 HOLD ON ME!(モーニング刑事。抱いてHOLD ON ME!)는 1998년 9월 30일에 발매된 동명 영화의 사운드 트랙 음반이다.

## 개요
헤이케 미치요와 모닝구무스메의 주연 영화 《모닝구 형사 다이테 HOLD ON ME!》의 사운드 트랙 음반이며, 수록곡 대부분은 헤이케 미치요와 모닝구무스메가 부른 영화 삽입곡이다.
영화 오프닝으로 기용된 "だけど　愛しすぎて(Mix for Screen)"가 수록되어 있지만, 마지막 트랙의 "抱いてHOLD ON ME!"는 영화에서 사용된 것은 아니며, 이 음반용 리믹스 버전으로 수록되었다.
극 중에서 모닝구무스메의 "サマーナイトタウン"이 흐르는 장면이 있었지만 이 음반에는 수록되지 않았다.

## 수록곡
1. だけど　愛しすぎて(Mix for Screen) (노래 : 헤이케 미치요)
작사 : 마키호 에미 / 작곡 : 하타케
2. おねがいネイル (노래 : 헤이케 미치요 & 모닝구무스메)
작사, 작곡 : 층쿠
3. ヨロシク! (노래 : 모닝구무스메)
작사, 작곡 : 층쿠
4. 恋のABC (노래 : 모닝구무스메)
작사, 작곡 : 층쿠
5. 強くならなくちゃ･･･ね (노래 : 헤이케 미치요)
작사 : 마키호 에미 / 작곡 : 하타케
6. 抱いて HOLD ON ME!(Sexy Long version) (노래 : 모닝구무스메)
작사, 작곡 : 층쿠

## 차트
- 주간최고순위 18위 (오리콘 차트)